# Espazo Común
Espazo Común (ESCO, Espacio Común) es un partido político español de centro izquierda, fundado por el exsecretario general del PSdeG y exalcalde de Carballino, Pachi Vázquez.

## Historia
Espazo Común fue presentado el 28 de febrero de 2019 por Pachi Vázquez y otros exmilitantes socialistas de la provincia de Orense como un «movimiento ciudadano de acción política en el ámbito gallego, y socialdemócrata, gallego, constitucionalista y progresista», con el desafío de una inmediata presentación de candidaturas para las elecciones municipales de mayo .

### Elecciones municipales de 2019
En estas elecciones Espazo Común se presentó en varios municipios de la provincia de Orense, además de en el municipio coruñés de Tordoya, nutriéndose en todos los casos de exmiembros del PSdeG para configurar las listas. Obtuvo un total de 10 concejales, 9 en la provincia de Orense y 1 en la provincia de La Coruña. Los mejores resultados se obtuvieron en Piñor, donde se postuló el exalcalde socialista Francisco Fraga Civeira y obtuvo 3 ediles con el 35 % de los votos, aunque no recuperó la alcaldía, ya que el PPdeG obtuvo la mayoría absoluta. Otro lugar donde el Espazo Común obtuvo un buen resultado fue Carballino, donde la candidatura encabezada por el propio líder Pachi Vázquez consiguió 3 concejales y el 18 % de los votos, aunque no fue decisivo dado que el PSdeG recuperó la mayoría absoluta. Otras localidades en las que lograron representación, en este caso con un único edil, fueron Amoeiro, Maceda, Carballeda de Valdeorras y Tordoya.
Espazo Común participó en las elecciones al Parlamento de Galicia de 2020 en coalición con Recortes Cero y Os Verdes en la circunscripción de Ourense. La candidatura estuvo encabezada por Francisco Fraga Civeira y logró un discreto 0,54 % del total de votos válidos de la provincia.

### Elecciones municipales de 2023
Para las elecciones municipales de 2023, la formación presentó más candidaturas y se extendió más allá de Orense, ganando nuevos exsocialistas en Santa Comba y Mazaricos, así como exmiembros de Ciudadanos en la ciudad de Pontevedra. También apostó por la coordinación con el Partido Gallego y la formación lucense Galicia Sempre, encabezada por el exalcalde socialista de Becerreá, Manuel Martínez Núñez. Finalmente ganó 13 concejales en toda Galicia (entre ellos, 5 en Carballino, 1 en Ames, 1 en La Guardia), 3 más que en las elecciones de 2019, y lograron entrar en el gobierno municipal del municipio pontevedrés de La Guardia tras pactar con el PP.

### Elecciones regionales 2024
Para las elecciones al Parlamento de Galicia de 2024, ESCO se coordinó con los partidos Unidade Local, Coalición Galega y Galicia Sempre para formar la coalición electoral Espazo Común Galeguista. El candidato a presidente de la Junta de Galicia de la coalición fue el líder de ESCO, Pachi Vázquez, que lideraba la lista de candidaturas por la circunscripción electoral de Orense. Luisa Feijoo Montero, también de ESCO, lideró la lista de la coalición por La Coruña. Tras la jornada electoral la coalición recibió 1542 votos, un 0,10 % de las papeletas válidas emitidas, siendo la penúltima fuerza electoral en apoyo recibido.

## Resultados electorales

### Municipales
| Elección | Votos | %    | Concejales | Circunscripción(es) | Circunscripción(es) | Circunscripción(es) | Circunscripción(es) |
| Elección | Votos | %    | Concejales | ORE                 | LAC                 | PON                 | LUG                 |
| -------- | ----- | ---- | ---------- | ------------------- | ------------------- | ------------------- | ------------------- |
| 2019     | 3.554 | 0,23 | 10/3721    | •                   | •                   |                     |                     |
| 2023     | 5.711 | 0,39 | 13/3721    | •                   | •                   | •                   |                     |

### Parlamento de Galicia
| Elección | Votos | %    | Diputados | Candidato                        | Posición |
| -------- | ----- | ---- | --------- | -------------------------------- | -------- |
| 2024a    | 1.542 | 0,10 | 0/75      | Manuel «Pachi» Vázquez Fernández | 10.º     |

a Integrados en la coalición Espazo Común Galeguista.